# メイリア
メイリア（旧芸名：水橋 舞、1992年1月31日 - ）は、日本の女性歌手。
茨城県土浦市出身。音楽ユニットGARNiDELiAのボーカリスト。以前はボーカルグループChix Chicksのメンバーとして活動。個人としての所属事務所はソニー・ミュージックアーティスツ傘下のニューカムだった。身長152cm。血液型はB型。愛称はみずまい。

## 略歴
Chix Chicksの前身である原宿BJ Girlsの頃から最年少メンバーとして活動し続けてきた。2010年7月27日にChix Chicksが解散して以降はソロとなる。
同年秋よりニコニコ動画でMARiA（メイリア）として活動。9月11日付でtokuと共にGARNiDELiA（ガルニデリア）というユニットを組み、1stミニアルバム『ONE』を発表している。ニコニコ動画「歌ってみた」での動画発表当初は名前のみで経歴は発表していなかったが、動画が評判となり、年末のコミックマーケットやニコニコ大会議に出席したことで明らかになった。2014年、DefSTAR Records（ソニー・ミュージックレーベルズ）からメジャーデビューした。
2023年5月5日から開催され、3か月行われる中国のオーディション番組『乗風2023』に出場する33名の知名度と実力揃いの出場者の中から最終順位を3位とした。

## 人物
増田有華とは高校の同級生で親交が深い。
高校卒業後、1年間居酒屋でのアルバイト経験がある。
原宿系ファッション誌、「CUTiE」（休刊）やファッションブランド「galaxxxy」のモデルを務めている。
好きな食べ物は海老。
中国語圏においては「美依礼芽」と表記される。

## ディスコグラフィ

### 配信シングル
| 発売日         | タイトル                     | 備考                                             |
| -------------- | ---------------------------- | ------------------------------------------------ |
| 2022年10月16日 | Trust On Me -Theme of E.T.E- | スマートフォン向けゲーム『エタクロニクル』主題歌 |

### その他参加作品
- 「スマイル」（『ひとひら オリジナルドラマ&BGMアルバム Vol.1（麦編）』、『ひとひら オリジナルドラマ&BGMアルバム Vol.2（野乃編）』収録 ）
- 「Foundation of You (DJ Command mix)」（アーケードゲーム『pop'n music 18 せんごく列伝』収録）
- 「瞳のLAZhWARD」（アーケードゲーム 『ガンスリンガーストラトス2』 フロンティアS「旧渋谷荒廃地区」ステージBGM）[8]
- 「daze」（じん ft.メイリア from GARNiDELiA名義。『メカクシティアクターズ』オープニングテーマ）
- 「チルドレンレコード」（じん ft.メイリア from GARNiDELiA名義）
- 「夜咄ディセイブ」（じん ft. LiSA&メイリア from GARNiDELiA名義）
- 「RED」（GOUACHE名義。『カゲロウデイズ – in a day’s -』主題歌）
- 「Galactic Wind」（テレビアニメ 『闘神機ジーズフレーム』エンディングテーマ）[9]
- 「Shangri-La」（カバーソングプロジェクト『CrosSing - Music＆Voice-』関連曲）

## 楽曲提供

### 作詞
- 春奈るな
  - 乙女の願い事（2015年、SME Records）[10]
- 三月のパンタシア
  - キミといた夏（2016年、Ki/oon Music）[11]
- 鈴木このみ
  - My Days（2017年）[12]
- TrySail
  - Truth.（2018年、SACRA MUSIC）[13]
- MeseMoa.
  - Vampire Kiss（2019年）[14]

## 書籍

### 写真集
- MARiAL（2020年1月31日、ワニブックス、撮影：MARCO）ISBN 978-4-8470-8273-3
- THIS IS（2021年8月6日、ポニーキャニオン、撮影：宮原夢画）ISBN 978-4-86529-325-8
- DOLL（2022年8月26日、ポニーキャニオン、撮影：宮原夢画）ISBN 978-4-86529-337-1
- 美姫 HIME（2023年11月30日、ポニーキャニオン、撮影：宮原夢画）※ポニーキャニオン公式通販「きゃにめ」、「アニメイト」、中国の通販サイト「マサドラ」にて販売[15][16]。

### 書籍
- I am MARiA（2025年3月12日、主婦の友社、著者：MARiA）ISBN 978-4-07-460598-9 ※MARiAによる自伝エッセイ。宮原夢画撮影による撮り下ろし写真も収録[17]。

## 出演

### 舞台
- 心は孤独なアトム（2008年3月20日 - 23日、ストレイドッグ、於：シアターアプル）- 原子/アトム 役
- TOKYO GIRLS COLLECTION presents TOKYO KABUKI GIRLS（2018年9月15・16日、大阪府・新歌舞伎座）[18]
- ミュージカル「クリスマスキャロル」（2018年12月12日、東京キネマ倶楽部）[19]

### テレビ
- J-MELO（2021年5月17日、NHKワールドTV[20]）

### ネット
- 乘风2023（2023年5月5日 - 2023年7月21日、Mango TV、咪咕）

## 外部サイト
- メイリア (@MARiA_GRND) - X（旧Twitter）
- メイリア (@maria_grnd) - Instagram
- MARiA_GARNiDELiA - 新浪微博（簡体字中国語）
- GARNiDELiA OFFiCiAL SiTE